# Дапинский ярус
| система                                                                          | отдел           | ярус         | Ниж. граница, млн лет |
| -------------------------------------------------------------------------------- | --------------- | ------------ | --------------------- |
| Силур                                                                            | Лландоверийский | Рудданский   | 443,1 ±0,9            |
| Ордовик                                                                          | Верхний         | Хирнантский  | 445,2 ±0,9            |
| Ордовик                                                                          | Верхний         | Катийский    | 452,8 ±0,7            |
| Ордовик                                                                          | Верхний         | Сандбийский  | 458,2 ±0,7            |
| Ордовик                                                                          | Средний         | Дарривилский | 469,4 ±0,9            |
| Ордовик                                                                          | Средний         | Дапинский    | 471,3 ±1,4            |
| Ордовик                                                                          | Нижний          | Флоский      | 477,1 ±1,2            |
| Ордовик                                                                          | Нижний          | Тремадокский | 486,85 ±1,5           |
| Кембрий                                                                          | Фуронгский      | Ярус 10      | больше                |
| Деление и золотые гвозди в соответствии с IUGS по состоянию на декабрь 2024 года |                 |              |                       |

Дапинский ярус (дапин) (англ. Dapingian Stage) — третий ярус ордовикской системы и первый ярус среднего ордовика. Охватывает породы, сформировавшиеся в дапинский век ордовикского периода, около 471,3—469,4 миллионов лет назад (около 3 миллионов лет). Располагается над флоским ярусом нижнего ордовика и под дарривилским ярусом среднего ордовика. Основание дапина (верхняя граница фло) определяется по первому появлению конодонтов вида Baltoniodus triangularis.

## История
Ордовик был разделён на три отдела и шесть глобальных ярусов в 1995 году. Хотя на момент 2005 года уже были ратифицированы глобальные стратотипы (GSSP) вышележащего дарривилского и нижележащего «второго яруса», определение GSSP для первого яруса среднего ордовика вызвало трудности в связи с недостатками выбранных биогоризонта и разреза. Дапин стал последним ратифицированным ордовикским ярусом, до ратификации его неформально называли «третьим ярусом», соответствующим ранней части среднего ордовика. Для выявления третьего яруса требовалось наличие ископаемых маркеров. Конодонт Baltoniodus triangularis, известный из Балтики и Китая, выбран индексом основания регионального волховского яруса в Балтоскандии. Другой конодонт, Tripodus laevis, соответствует основанию уайтрокского яруса (Whiterockian) в западной Северной Америке. T. laevis также приблизительно соответствует появлению граптолита Isograptus v. lunatus.
Разрез Уайтрок-Нарроуз (англ. Whiterock Narrows) в формации Найнмайл в Неваде предлагался в качестве GSSP для третьего яруса, однако обзор этого участка в 2001 году показал, что местная фауна конодонтов не соответствует более широкой граптолитовой зональности. Вместо этого разреза были предложены другие два кандидата в GSSP. В разрезе Никвивил (Niquivil) в Аргентине присутствует другой распространённый вид — Protoprioniodus (Cooperignathus) aranda, предложенный как альтернатива B. triangularis, T. laevis и граптолитам, которых нет в разрезе. Разрез Хуанхуачан (Huanghuachang) в Китае содержит более разнообразную фауну видов-индексов, включая Baltoniodus triangularis, используемых в биостратиграфии граптолитов и хитинозой. В 2006 году разрез Хуанхуачан принят в качестве GSSP для третьего яруса и ратифицирован Международной комиссией по стратиграфии (ICS) в 2007 году.

### Наименование
Дапинский ярус назван в честь Дапина — деревни, расположенной поблизости от глобального стратотипа в Хуанхуачане. Разрез Чэньцзяхэ (Chenjiahe), обнажение с похожими породами, находится в 5 км к северу от Хуанхуачана. Название дапинского яруса введено в июне 2007 года и одобрено вместе с ратификацией третьего яруса вместо предлагавшихся ранее вариантов «Volkhovian» и «Huanghuachangian».

## Глобальный стратотип
Глобальный стратотип (GSSP) дапинского яруса находится в разрезе Хуанхуачан (30°51′38″ с. ш. 110°22′26″ в. д.) в Хуанхуачане, Ичан, Китай, в формации Даван (Dawan Formation). Нижняя граница определяется по первому появлению конодонтов вида Baltoniodus triangularis в типовом разрезе. Радиометрическое датирование установило возраст границы фло-дапина в 470 миллионов лет. Эта граница находится в 10,57 м над основанием формации Даван.

## Региональные аналоги
Дапин соответствует верхней части аренигского яруса, выделяемого в Англии. Он также эквивалентен нижней части североамериканского уайтрокского яруса (Whiterockian), большей части балтийско-российского волховского яруса, а также австралийским ярусам Castlemainian и Yapeenian. В Балтоскандии, особенно в Восточной Балтике, глобальная граница яруса соответствует подошвам трилобитовой зоны Megistaspis polyphemus и, возможно, граптолитовой зоны Isograptus victoriae victoriae.

## Океан и климат
В начале дапина произошло падение уровня моря на 70-80 м, что отражается в горных породах в виде хорошо развитой твёрдой поверхности в Балтоскандии. Изменения уровня моря в дапинском веке, видимо, связаны с короткими импульсами похолодания, которые стали предвестниками гораздо более холодного климата в следующем дарривилском веке. В конце дапина происходило нарастание континентального льда с небольшими изменениями в объёме, вызванными изменениями орбиты Земли.

## Основные события дапинского века
В дапине продолжалась великая ордовикская вспышка биоразнообразия (GOBE). Fan et al. (2020) определяют её как интервал в 20 миллионов лет с началом в тремадоке и завершением в конце дапина, хотя другие исследователи приводят другие временны́е границы.
Обширная трансгрессия, связанная с быстрым тектоническим погружением, происходила в конце дапина на Южном Урале.
Дапину примерно соответствует регрессивное событие Komstad.

## Органический мир
Funeralaspis — древнейший названный трилобит из подсемейства Odontopleurinae — открыт в дапинских отложениях формации Антилоп-Валли («долина антилопы»), округ Иньо, Калифорния.
Начиная с дапина существовала связь между афро-европейской частью Гондваны и Балтикой, что подтверждается находками в этих регионах окаменелостей стилофор Phyllocystis из отряда Cornuta. Planopora — древнейшая цистопоратная мшанка, формирующая прямостоячие, двулистные колонии — известна из дапинских отложений балтийского палеобассейна, Ленинградская область, Россия.